# 李光喆
李 光喆（イ・グァンチョル、朝鮮語: 이광철、1956年5月2日 - ）は、大韓民国の市民活動家、政治家。第17代韓国国会議員。
本貫は舒川李氏。キリスト教徒。

## 経歴
全羅北道益山市望城面出身。群山高等学校。全北大学校哲学科卒。統合民主党所属の第17代国会議員のほか、民族統一民衆運動連合地域運動協議会代表、全北民族民主運動連合執行委員長、全北民主市民社会団体協議会常任代表、全北地方自治改革連帯常任代表、改革国民政党執行委員、全北発展市民フォーラム代表、ヨルリンウリ党中央委員、参与政治実践連帯代表、ウトロを考える国会議員の会共同代表、全北大学校総同窓会長を務めた。

## エピソード
1982年10月、裡里職業訓練所で職業訓練を受けたところ、民主化教育を宣伝したことで全州の保安部隊に強制連行され、拷問を受けた。国家保安法違反の疑いで起訴された後、1983年5月に懲役3年、資格停止3年の刑を宣告され、投獄された。2022年7月7日、全州地方法院は40年ぶりに無罪を言い渡した。